# جوزف دالتون (بازیکن فوتبال)
جوزف دالتون (انگلیسی: Joseph Dalton؛ زادهٔ ۱۹۱۵) بازیکن فوتبال اهل بریتانیا است.
از باشگاه‌هایی که در آن بازی کرده‌است می‌توان به باشگاه فوتبال شروزبری تاون و باشگاه فوتبال برادفورد سیتی اشاره کرد.